# 肖氏犁頭鰩
肖氏犁頭鰩（學名：Rhinobatos thouiniana），又稱肖氏琵琶鱝，為軟骨魚綱犁頭鰩目犁頭鰩科犁頭鰩屬的其中一種，分布於東印度洋、西太平洋的馬來西亞及印尼海域，深度可達35公尺，本魚體延長而平扁，吻寬短而呈三角形，眼橢圓形，瞬膜不發達，噴水孔較小型，齒細小而多，舖石狀排列，口裂橫向，唇褶發達，鰓裂小，在胸鰭基部內側，斜向，背鰭兩個，位於尾部，第一背鰭在腹鰭基底後方，尾鰭短小，上葉較大，下葉突出，後部無缺刻，體長可達120公分，棲息於沿海海域，為底棲性魚類，肉食性，卵胎生，生活習性不明。